# Cabochon

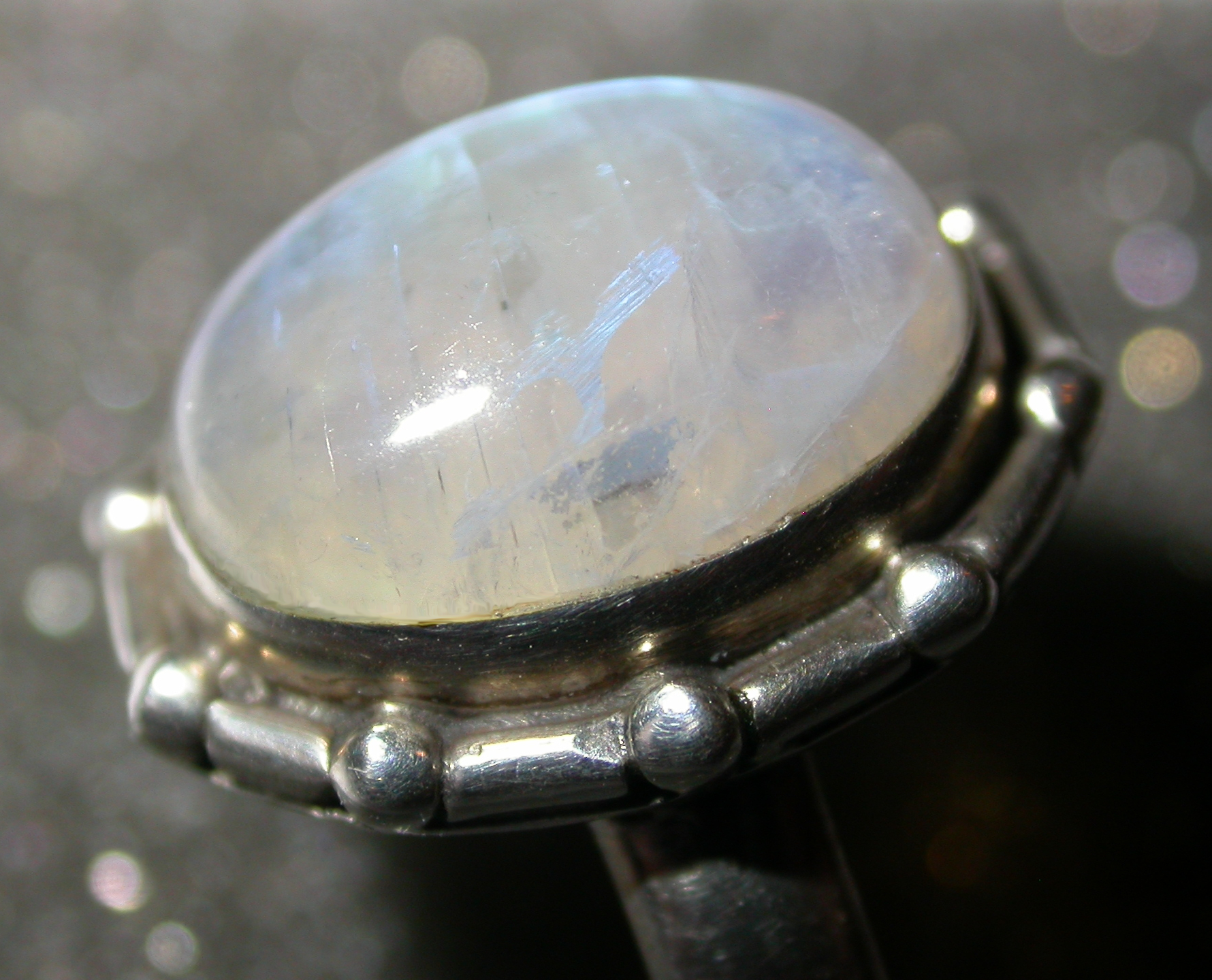
En ring med en cabochonslipad månsten.

Cabochon (fr. caboche, tjockt huvud) är en slät, utan fasetter slipad ädelsten som på ovansidan är välvd, undersidan flat eller lätt konvex och omkretsen rund eller oval. Slipningen kallas en cabochon eller cabochonslipning och används företrädesvis för starkt färgade och ogenomskinliga stenar. En sådan cabochonslipad ädelsten benämns även "karbunkel" (ej att förväxla med hudåkomman karbunkel).
Karbunkel är förutom slipning en gammal allmän benämning för starkt rödfärgade ädelstensmineral, i främsta rummet rubin, men även spinell, turmalin och granat. I Bibeln, Andra Mosebok 28:18, 1917 års översättning, omnämns karbunkeln. I Bibel 2000 har ordet karbunkel ersatts med rubin.
Ordet karbunkel kommer av medeltidslatin carbunculus, glödande kol, diminutiv till carbo, kol.

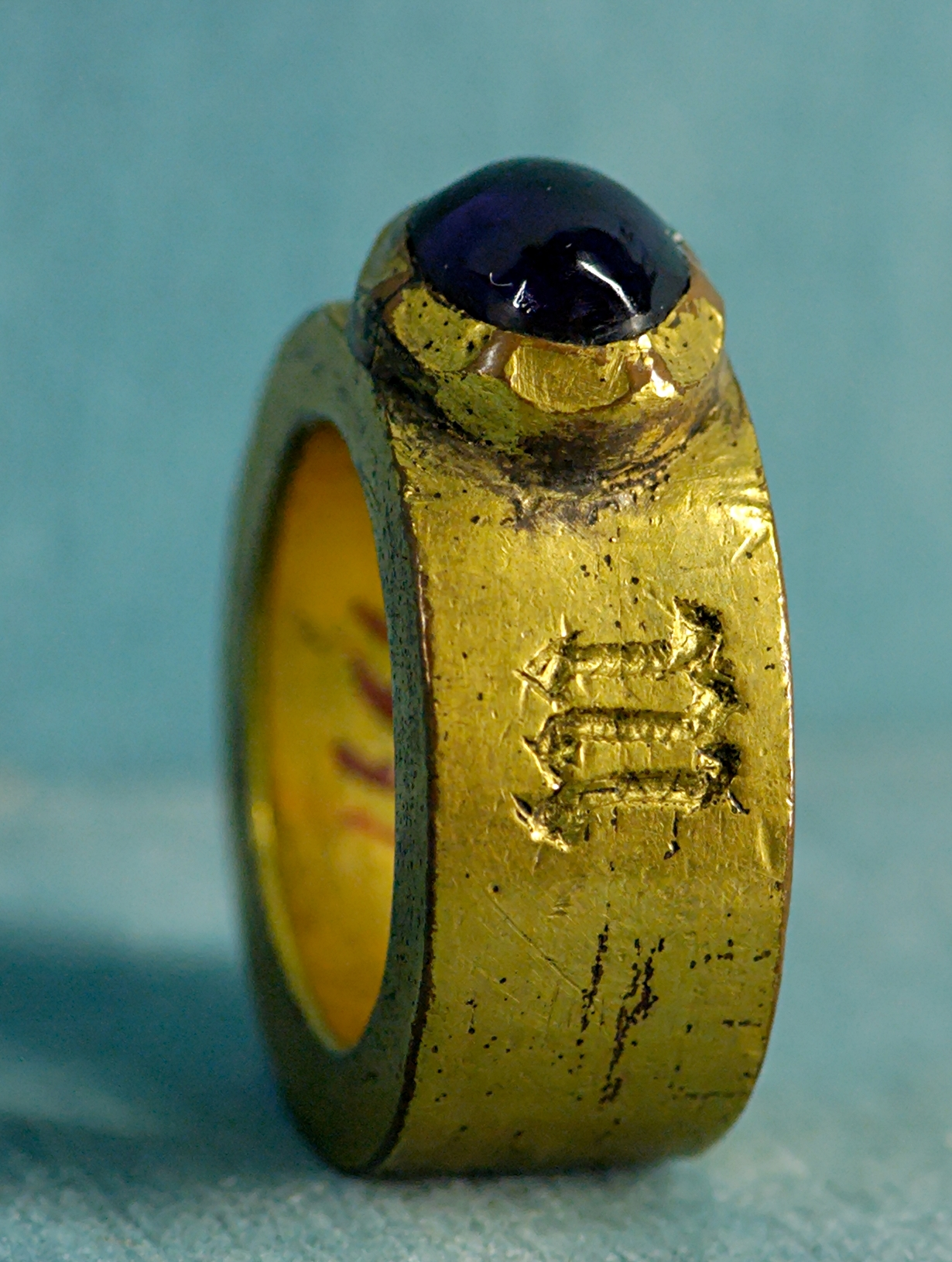
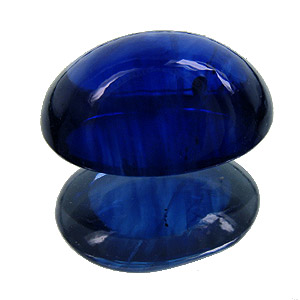
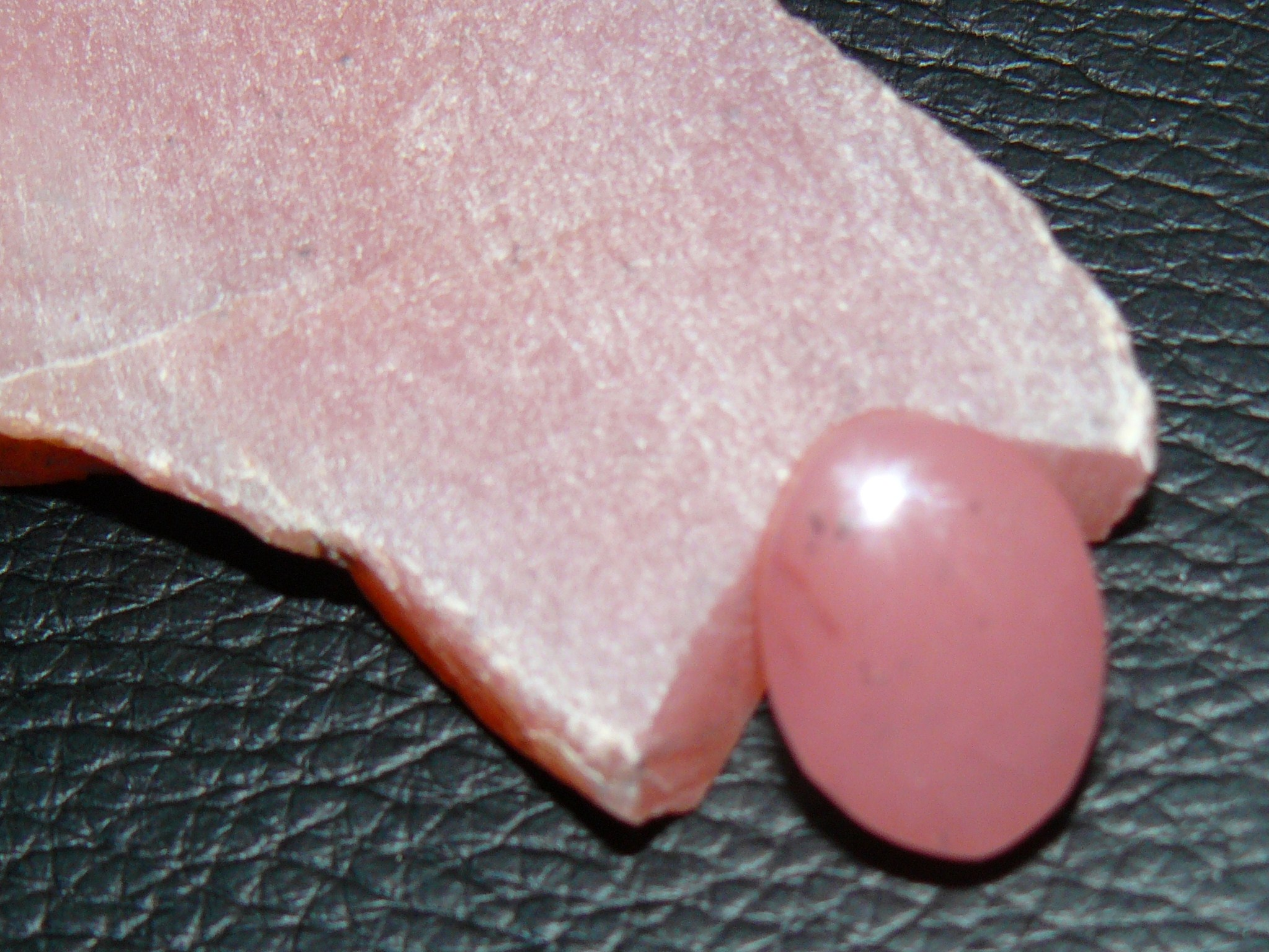